# Universidad Anáhuac
L'Universidad Anáhuac è un'università privata di indirizzo cattolico con sede a Huixquilucan de Degollado, in Messico.
L'università fu fondata nel 1964 dai Legionari di Cristo. In lingua nahuatl, "Anáhuac" vuol dire "vicino all'acqua".